# Montigny-en-Cambrésis

Montigny-en-Cambrésis este o comună în departamentul Nord, Franța. În 1 ianuarie 2022 avea o populație de 552 de locuitori.